# Geomitra watsoni
Geomitra watsoni is een slakkensoort uit de familie van de Hygromiidae. De wetenschappelijke naam van de soort is voor het eerst geldig gepubliceerd in 1897 door J.Y. Johnson.